# Abborrtjärnen (Åsele socken, Lappland, 709626-158659)
Abborrtjärnen är en sjö i Åsele kommun i Lappland och ingår i Ångermanälvens huvudavrinningsområde. Sjön har en area på 0,123 kvadratkilometer och ligger 355,2 meter över havet. Sjön avvattnas av vattendraget Hembäcken.

## Delavrinningsområde
Abborrtjärnen ingår i det delavrinningsområde (709518-158618) som SMHI kallar för Utloppet av Abborrtjärnen. Medelhöjden är 382 meter över havet och ytan är 2,94 kvadratkilometer. Det finns inga avrinningsområden uppströms utan avrinningsområdet är högsta punkten. Hembäcken som avvattnar avrinningsområdet har biflödesordning 3, vilket innebär att vattnet flödar genom totalt 3 vattendrag innan det når havet efter 209 kilometer. Avrinningsområdet består mestadels av skog (38 procent) och sankmarker (53 procent). Avrinningsområdet har 0,13 kvadratkilometer vattenytor vilket ger det en sjöprocent på 4,3 procent.